# Codex Ephraemi Rescriptus

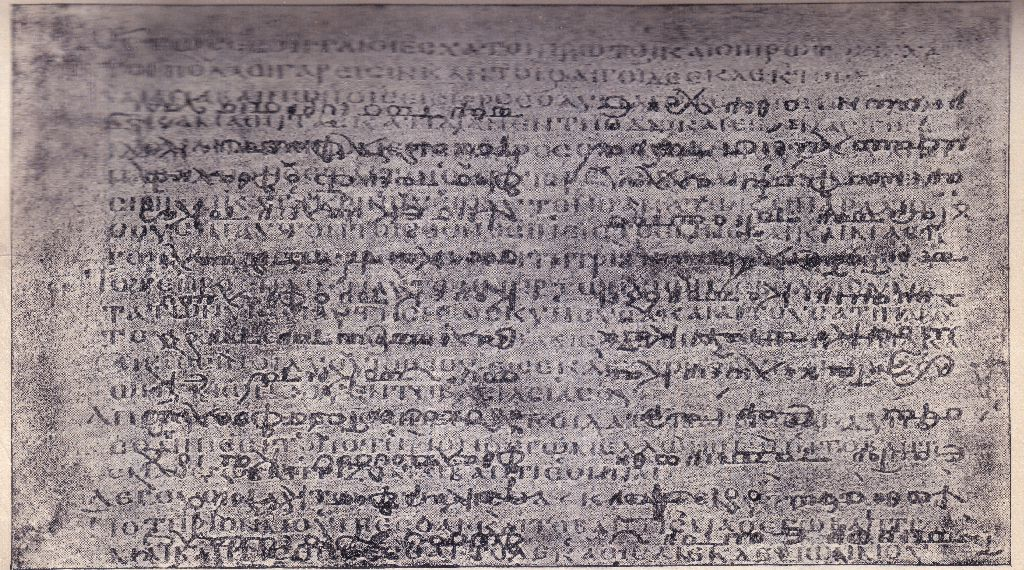
Codex Ephraemi Rescriptus de la Biblioteca Nacional francesa.

El Codex Ephraemi Rescriptus, conocido también por Códice Ephraemi Syri Rescriptus (París, Biblioteca Nacional de Francia, Gr. 9; Gregory-Aland no. C o 04), es un manuscrito uncial del siglo V, que, junto con los códices vaticanus, alexandrinus y sinaiticus, forma el grupo de los cuatro manuscritos unciales de la Biblia Griega.

## Descripción
Este códice recibe su nombre de los tratados, 38 sermones, de San Efren el Sirio (traducido al griego) que se sobreescribieron (rescriptus) al texto original durante el siglo XII, eliminando parcialmente la escritura anterior, lo que formó un documento palimpsesto.
Son un total de 209 hojas de 33 x 27 cm (otras fuentes señalan 30 cm x 25 cm). El texto está escrito en una sola columna, con entre 40 y 46 líneas por columna.
Se cree que originalmente el códice contenía una biblia completa, aunque hasta nuestros días solo sobreviven únicamente 64 hojas del Antiguo Testamento, escrituras hebreas, (parte del Eclesiastés y el libro de la Sabiduría, algunos fragmentos de los Proverbios y los Cánticos) y 145 hojas del Nuevo Testamento, escrituras griegas, pero sin encontrarse ningún libro completo. Es interesante mencionar que los textos del nuevo testamento están muy mezclados; parece que el escriba copió los textos de diferentes manuscritos, estando en algunas partes de acuerdo con el estilo alejandrino y más frecuentemente con el estilo Sirio. Tras la caída de Constantinopla, el manuscrito fue llevado a Florencia, donde Catalina de Médicis lo tomó, llevándolo a París, donde posteriormente pasó a formar parte de la colección de la Biblioteca Nacional de Francia.

## El descifrado

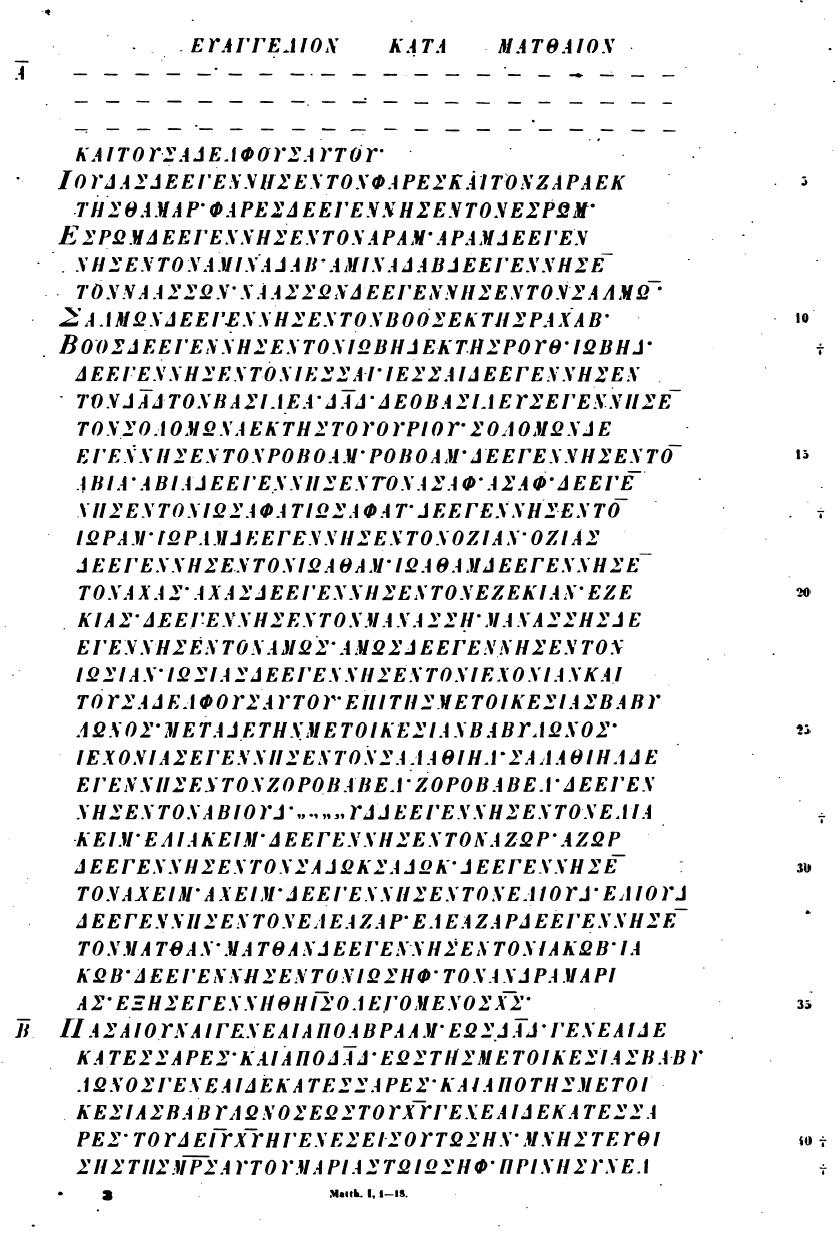
Matt. 1,2-18 (Tischendorf facsimile)

En el siglo XVII se descubrió que debajo de los sermones de Efrén de Siria había una escritura bíblica. El descifrado fue una tarea difícil al añadirse al hecho de que los textos estaba superpuestos que la tinta del original era muy tenue y las hojas estaban en mal estado. Se llegaron a utilizar métodos químicos para hacer que destacara la tinta original pero los resultados fueron escasos.
Ya en el siglo XIX, a principios de 1840 el lingüista alemán Konstantin von Tischendorf logró descifrar el códice después de 2 años de trabajo. Se basó en el tipo de letra que se usaba en la escritura griega uncial que era el uso de letras mayúsculas sin unión alguna y aprovechando que el texto original destacaba cuando las hojas eran puestas al contraluz.
En 1843 Tischendorf publicó una parte de los textos descifrados y dos años más tarde, en 1845, el resto.